# Pentathlon militare

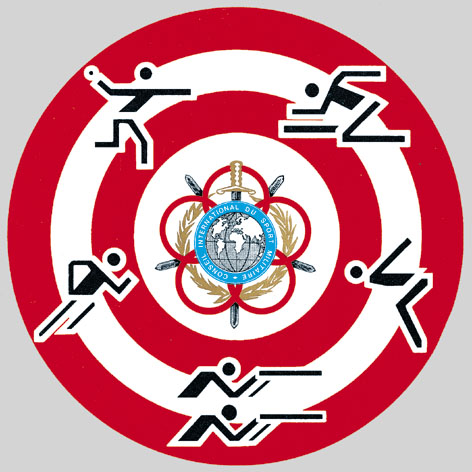
Il simbolo ufficiale del pentathlon militare utilizzato dal CISM

Il pentathlon militare è una disciplina, simile al pentathlon moderno, che viene praticata esclusivamente da atleti militari in occasione dei relativi campionati mondiali militari e dei Giochi mondiali militari; entrambe le manifestazioni sono organizzate dalla federazione internazionale che governa lo sport militare, il Conseil International du Sport Militaire.

## Storia
Questo sport ha la sua origine nel 1946 allorché fu ideato dal Capitano Henry Debrus, primo presidente del CISM . Egli progettò e organizzò una competizione sportiva interamente riservata all’esercito prendendo spunto da una tecnica di addestramento fisico militare praticata allora dalle unità aviotrasportate dei Paesi Bassi. Tale addestramento prevedeva il lancio con il paracadute, la marcia, l’attraversamento di ostacoli e l’esecuzione di operazioni di combattimento con armi leggere e granate. Il capitano Debrus, sulla base di questo metodo, eliminò il lancio con il paracadute e modificò le altre prove in modo da creare un sistema che consentisse l’allenamento a terra. La prima competizione che organizzò si tenne presso il "Military Physical Training Center" di Friburgo, nell'agosto 1947 con la partecipazione di squadre belghe, francesi e olandesi. Al termine di questa prova, i regolamenti furono migliorati e approvati dalle autorità militari francesi e le discipline incluse nella competizione furono adottate dalle Forze Francesi prendendo il nome di Pentathlon militare. Da allora le discipline del Pentathlon militare sono: tiro a segno, corsa ad ostacoli, nuoto ad ostacoli, lancio della bomba a mano inerte e corsa campestre.

## Specialità

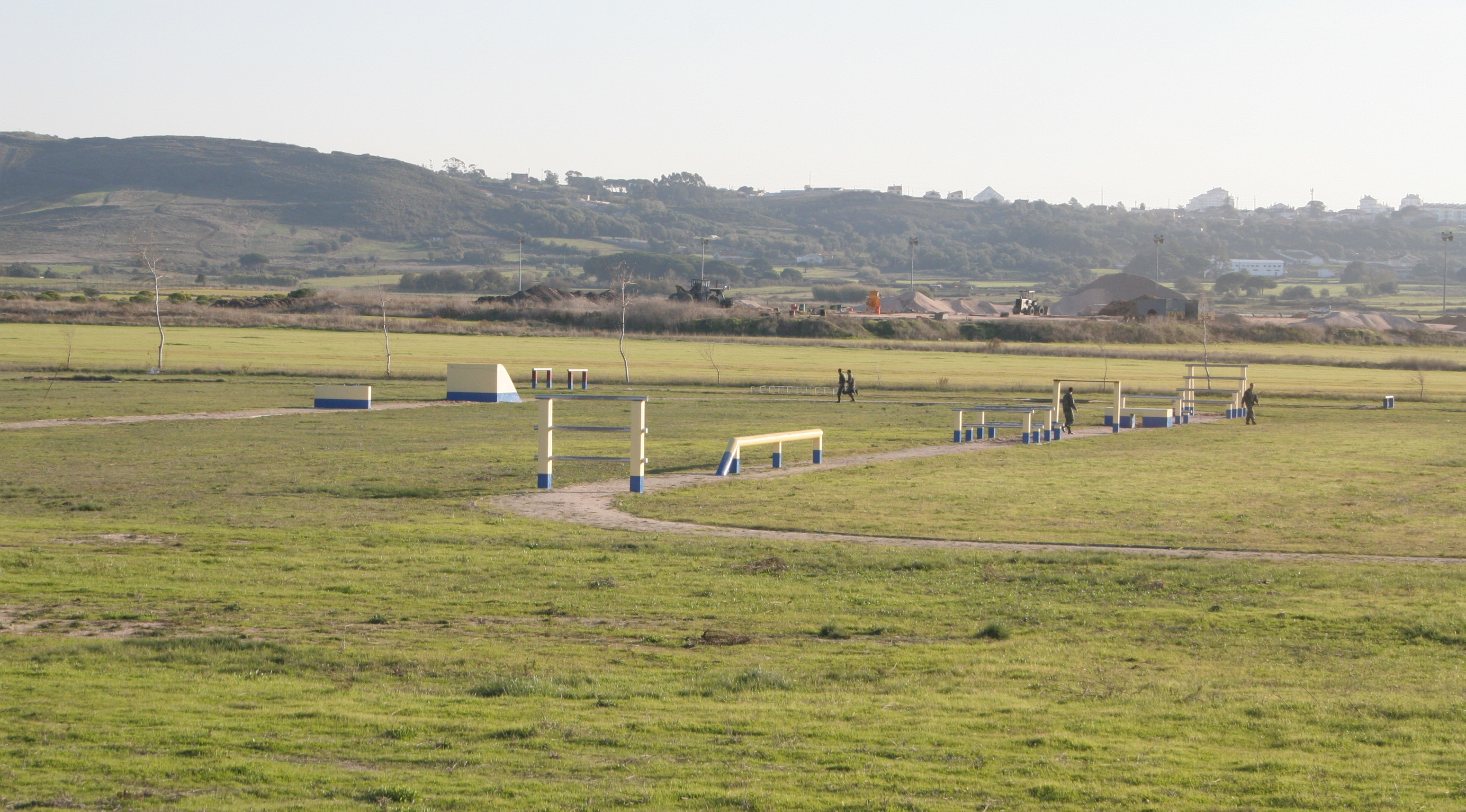
Un percorso ad ostacoli utilizzato per le gare di salto ostacoli nel pentathlon militare

- Tiro: i concorrenti devono sparare ad un bersaglio posto a 200 metri in due prove distinte: precisione (10 colpi in 10 minuti) e fuoco rapido (10 colpi in un minuto).
- Corsa a ostacoli: i concorrenti sono impegnati  in un percorso a ostacoli di 500 metri con 20 ostacoli.
- Nuoto con ostacoli: i concorrenti devono nuotare su una distanza di 50 metri con quattro ostacoli.
- Lancio: i concorrenti devono lanciare granate inerti in due prove distinte: precisione (16 granate contro obiettivi a terra a distanze variabili) e distanza.
- Corsa campestre: i concorrenti sono impegnati in una corsa di 8 km di fondo.